# Ларн (Уелс)
Ларн (на английски: Laugharne; на уелски: Talacharn, Тала̀харн) е град в Южен Уелс, графство Кармартъншър. Разположен е около устието на река Таав в залива Кармартън Бей на Атлантически океан на около 75 km на северозапад от столицата Кардиф. На около 10 km на североизток от Ларн се намира главният административен център на графството Кармартън. На около 25 km на югоизток от Ларн по крайбрежието на залива Кармартън Бей се намира най-големият град в графството Ланели. Първите сведения за града датират от 12 век, когато тук е построен замък. Днес руините на замъка Ларн Касъл са туристическа атракция. Морски курорт. Населението му е 2950 жители според данни от преброяването през 2001 г.

## Личности
- Дилън Томас, живял в Ларн от 1949 до 1953 г.